# Meticilline-resistente Staphylococcus epidermidis
Meticilline-resistente Staphylococcus epidermidis (MRSE) is een bacterie die verantwoordelijk is voor moeilijk behandelbare infecties bij de mens. Net als de MRSA, die een resistente variant is van de gebruikelijke Staphylococcus aureus, is de MRSE een variant van de gebruikelijke Staphylococcus epidermidis.
De bacterie heeft een resistentie ontwikkeld tegen bètalactamantibiotica. Infecties ontstaan in het ziekenhuis op meerdere plaatsen in het lichaam waaronder centraal veneuze katheters.
Door de resistentie zijn er net als bij MRSA weinig therapeutische mogelijkheden. Vancomycine is het middel van keuze.